# پای‌قلعه (اسلام آباد)
پای‌قلعه (دزفول)، روستایی از توابع بخش شهیون شهرستان دزفول در استان خوزستان ایران است.

## جمعیت
این روستا در دهستان شهی قرار دارد و براساس سرشماری مرکز آمار ایران در سال ۱۳۸۵، جمعیت آن ۱۷۲ نفر (۳۸خانوار) بوده‌است.